# Pawliczewo
Pawliczewo (ros. Павличево) – wieś w Rosji, w rejonie czerepowieckim obwodu wołogodzkiego. W 2021 r. liczyła 2 mieszkańców.